# 犬養孝
犬養 孝（いぬかい たかし、1907年〈明治40年〉4月1日 - 1998年〈平成10年〉10月3日）は、日本文学者（万葉学者）。大阪大学名誉教授、甲南女子大学名誉教授。文化功労者。高岡市万葉歴史館名誉館長。

## 経歴
1907年、下谷区谷中清水町一番地（現・東京都台東区池之端3-1）に生まれた。1929年、第五高等学校文科甲類を卒業。東京帝国大学文学部国文学科に進み、1932年に卒業した。
卒業後は、神奈川県立横浜第一中学校教諭となる。1942年、台北高等学校教授に任じられる。高等学校では国文学を教え、東京帝国大学文学部卒業後、台北高校で教鞭を執り、辜寛敏や竹内昭太郎の担任を務めた。終戦後は大阪大学で教授として教えた。
台北高校で教鞭を執った時期、「犬養節」を用いて万葉集を吟じた特異な方法で、当時の生徒たちを魅了し、黄柏超、辜寛敏、呉建堂（筆名：孤蓬万里）などの学生は、老年に至るまで（2023年頃）、「犬養節」で万葉集を詠むことができた。台北高校在職中には、辜寛敏、竹内昭太郎のクラスの担任を務めたほか、後に名医となる呉建堂を育てた。吳建堂は1996年に『台湾万葉集』で日本の菊池寛賞を受賞した。
戦後、竹内昭太郎のために1990年に出版された『台湾島は永遠に在る―旧制高校生が見た九一四五年敗戦の台北』に序文を寄せた（台湾訳本は2022年に出版され、『永遠の台湾島、1945年、旧制台北高校生の眼に映った敗戦の台北』として刊行された。翻訳本は原作者によって一部削除された内容がある）。犬養孝は、この本を戦争の反省記として非常に高く評価した。

太平洋戦争の終結をうけて解任、日本へ引き上げた。帰国後の1946年、大阪高等学校講師についた。1950年、大阪大学教養部助教授となる。1956年からは大阪大学分校教授。1962年、学位論文『萬葉集の心情表現とその風土的関聯につきての研究』を東京大学に提出して文学博士号を取得。1970年、大阪大学を定年退官し、名誉教授となった。その後は、帝塚山短期大学教授、その退任後には再び甲南女子大学教授として教鞭をとり続けた。1981年に甲南女子大学を定年退任し、名誉教授となった。

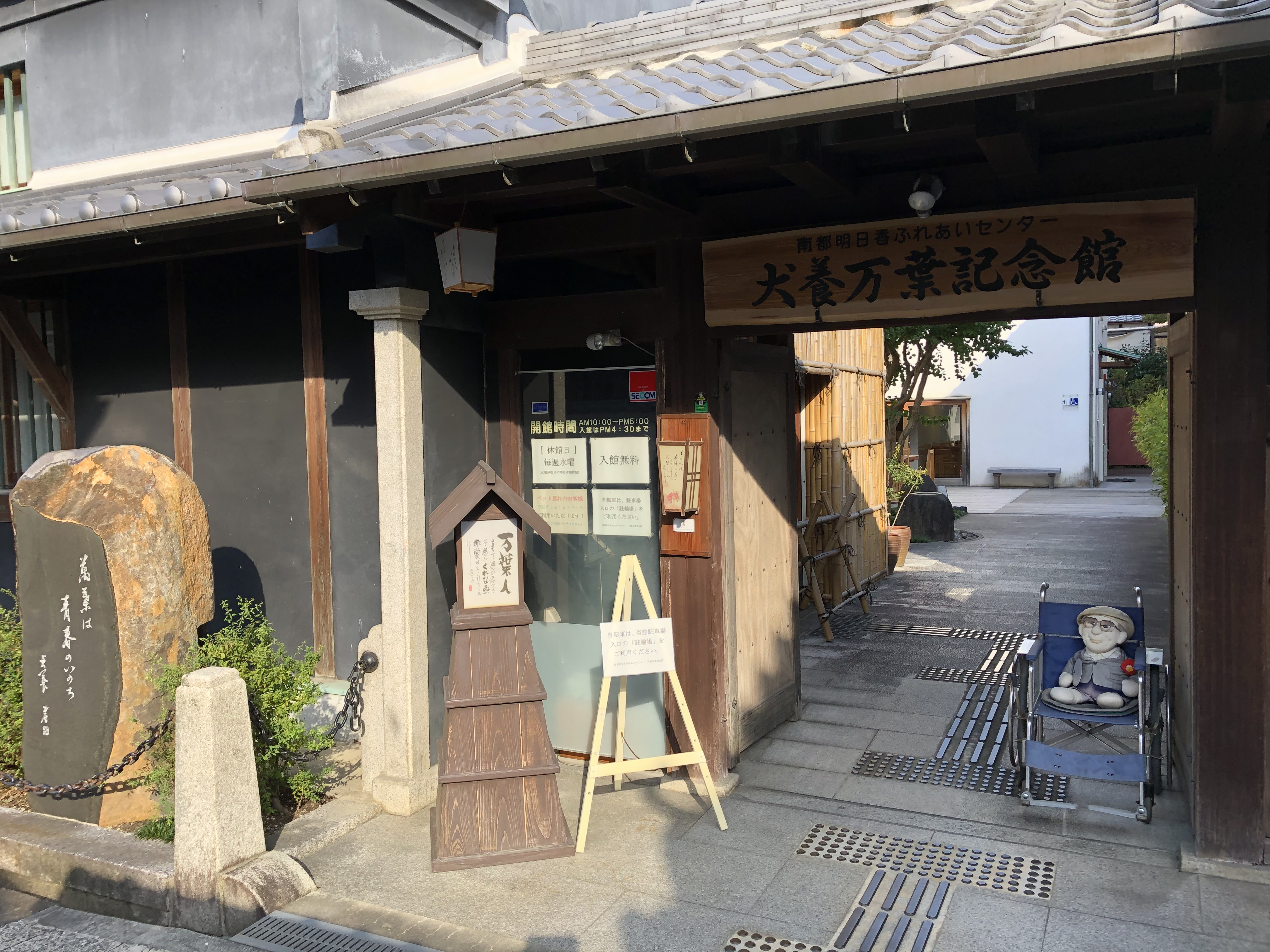
明日香村の「犬養万葉記念館」

万葉集の歌とその歌が詠まれた舞台となった景観を愛し、特に明日香の古都保存に尽力した。2000年には、奈良県明日香村に犬養を顕彰し関係資料を展示する「犬養万葉記念館」が完成した。

## 受賞・栄典
- 1967年 - 大阪文化賞
- 1978年 - 勲三等旭日中綬章
- 1980年 - 西宮市民文化賞
- 1986年 - 明日香村名誉村民[1]
- 1987年 - 文化功労者
- 1998年 - 叙正四位、勲二等瑞宝章追贈

## 研究内容・業績
- 万葉集に登場する万葉故地をすべて巡った。万葉集研究に生涯を捧げ、「万葉風土学」提唱し、確立した。テレビやラジオ番組に出演し、また公演も行って多くの人に万葉集とその魅力を広めた。
- 万葉歌の歌に旋律をつけて朗唱する「犬養節」は独自の歌い方で、多くの万葉ファンに親しまれた。
- 万葉の景観を守るため、万葉故地が乱開発される現状に抗議し、国会議員や松下幸之助などの財界人に万葉故地の重要性をうったえ、故地を守る活動に奔走した。その一環として、日本全国の万葉故地に所縁の万葉歌を揮毫した「万葉歌碑」を建立。犬養が揮毫した万葉歌碑は131基におよぶ。また定例の万葉ハイキングや月見の会を催していた。明日香の古都保存に尽力した功績をたたえ、後に明日香村名誉村民となった。
- 1979年12月に昭和天皇が奈良県を行幸し、甘樫丘にて明日香の歴史的風土を視察したときには案内役をつとめた。同年正月には宮中歌会始召人となった。
- 1951年に始まった「大阪大学万葉旅行」は45年間で参加者延べ4万人をこえる人々が参加した

## 家族・親族
- 弟：犬養廉も日本文学者でお茶の水女子大学名誉教授 中古（平安時代）日本文学研究者。犬養は養子（実の甥）を迎えている。

## 著書
- 『笠金村』青梧堂 1944
- 「万葉の風土」塙書房、1956
- 「万葉の旅」社会思想社現代教養文庫、1964 のち平凡社ライブラリー
- 『続・万葉の風土』塙書房 1972
- 『明日香風 随想 万葉風土』社会思想社 1972 のち文庫
- 『万葉のいぶき』PHP研究所 1975 のち新潮文庫
- 『万葉の人びと』PHP研究所 1978 のち新潮文庫
- 『万葉のこだま』PHP研究所 1982
- 『わたしの万葉歌碑』（編著）社会思想社 1982
- 『万葉十二カ月』新潮社 1983 のち文庫
- 『万葉の大和路』講談社 1983 のち旺文社文庫
- 『明日香風 第3 万葉風土』社会思想社(現代教養文庫) 1984
- 『続々 万葉の風土』塙書房 1986
- 『万葉 花・風土・心』社会思想社(現代教養文庫) 1987
- 『万葉の歌びとと風土』中央公論社 1988
- 『万葉恋の歌』世界思想社 1991
- 『万葉の風土と歌人』雄山閣出版 1991
- 『万葉魂の歌』世界思想社 1994
- 『万葉の歌人高橋虫麻呂』世界思想社 1997
- 『犬養孝万葉歌碑』山内英正 (野間教育研究所特別紀要) 1999
- 『犬養孝揮毫の万葉歌碑探訪』山内英正 和泉書院 2007
- 『万葉の里』和泉書院 2007
- 『万葉・その後』犬養孝博士古稀記念論集刊行委員会 塙書房 1980
- 『万葉の風土・文学』犬養孝博士米寿記念論集刊行委員会 塙書房 1995